# プレミスラヴァ・ウラジミロヴナ
プレミスラヴァ・ウラジミロヴナ（ロシア語: Премислава Владимировна、? - 1015年）は、キエフ大公ウラジーミル（ウラジーミル・ヴェリーキー）とその妻ログネダとの間の娘である。
1000年、プレミスラヴァはハンガリー王国の公（Herceg(hu)）ラースロー(en)と結婚した。このラースローとはヴァズル(en)（アンドラーシュ1世、ベーラ1世らの父）の弟であり、マロシュ川からグラン川にかけての一帯を所領とする人物であった。
子孫に関しては知られていない。